# Alexi Ogando
Pour les articles homonymes, voir Ogando.
Alexi Ogando (né le 5 octobre 1983 à San Pedro de Macorís en République dominicaine) est un lanceur droitier de baseball. 
Il évolue dans la Ligue majeure de baseball de 2010 à 2016 et dans l'Organisation coréenne de baseball en 2017.

## Carrière

### Athletics d'Oakland
Alexi Ogando signe un contrat avec les Athletics d'Oakland en 2002. Il est à l'époque joueur de champ extérieur, et se démarque par son coup de bâton, frappant pour une moyenne de,342 en Ligue des recrues chez les Athletics de la Ligue de l'Arizona en 2003. Il amorce la saison 2004 avec le même club, puis joue chez les Vancouver Canadians de la Northwest League, mais ses statistiques offensives sont moins impressionnantes.
En 2005, il reçoit une invitation des A's d'Oakland pour participer à leur entraînement de printemps aux États-Unis. Pour ce faire, le jeune Dominicain doit se présenter à l'ambassade américaine pour prendre possession de son visa. Cependant, il est arrêté par des agents et avoue son implication dans un réseau de trafic d'êtres humains. Comme les jeunes joueurs de baseball étaient normalement assurés d'obtenir un visa en règle, la fraude consistait à offrir à ceux-ci une somme d'argent pour qu'ils épousent une jeune femme ayant déjà vu sa demande de visa refusée. Une fois que celle-ci avait gagné les États-Unis, les nouveaux « époux » étaient libres de poursuivre séparément leur route. 
En raison de son implication dans ce stratagème, Ogando doit attendre une année avant de soumettre une nouvelle demande de visa. Mais ses demandes seront rejetées au cours des cinq années suivantes. Un autre lanceur d'avenir, Omar Beltré, lié aux Rangers du Texas, s'est vu interdire l'entrée aux États-Unis pour cinq ans pour son implication dans la même fraude.

### Rangers du Texas
Les Athletics d'Oakland renoncent à ses services et il est repêché en décembre 2005 par une autre organisation des Ligues majeures, les Rangers du Texas. Ceux-ci le convertissent en lanceur. Jusqu'en 2010, Ogando évolue en République dominicaine, sans pouvoir réintégrer le réseau du baseball mineur nord-américain. 
En 2006, pour les DSL Rangers, un club de la Ligue d'été dominicaine affiliée aux Rangers, Ogando remporte ses cinq décisions et affiche une moyenne de points mérités de seulement 0,52 en 34 manches et deux tiers lancées. 
En 2007, pour le même club, sa moyenne ne s'élève qu'à 0,96 en 28 manches, avec six victoires contre une seule défaite.
En février 2010, Ogando et un autre joueur d'avenir de l'organisation des Rangers impliqué cinq ans auparavant dans la même fraude (Omar Beltré), reçoivent enfin la permission de jouer aux États-Unis. 
Ogando se retrouve au printemps 2010 chez les Roughriders de Frisco, le club-école Double-A des Rangers du Texas. Il passe rapidement en Triple-A chez les RedHawks d'Oklahoma City.
Les Rangers du Texas rappellent Alexi Ogando des ligues mineures pour la première fois en juin 2010. Il remplace alors dans la formation active de 25 joueurs le lanceur partant Rich Harden, blessé. 
Ogando, qui a lancé exclusivement en relève en ligues mineures, fait ses débuts en MLB le 15 juin 2010 contre les Marlins de la Floride. Au monticule pour une seule manche, il est crédité de son premier gain dans les majeures. Il obtient la décision gagnante au cours des trois premiers matchs où il est utilisé par les Rangers. Il effectue 44 présences en relève pour les Rangers durant la saison 2010 et conserve une brillante moyenne de points mérités de 1,40 en 41 manches et deux tiers lancées, durant lesquelles il enregistre aux dépens de l'adversaire 39 retraits sur des prises. Il gagne quatre décisions contre une seule défaite. C'est dans l'enclos des releveurs qu'il passe les séries éliminatoires. Après un tiers de manche lancée sans donner de point aux Rays de Tampa Bay en Série de division, il effectue deux sorties en Série de championnat de la Ligue américaine, accordant un point au passage aux Yankees de New York. Il est impeccable en deux sorties en relève avec aucun point accordé aux Giants de San Francisco et six retraits sur des prises en trois manches et deux tiers comme releveur en Série mondiale 2010. 
En 2011, les Rangers décident d'intégrer Ogando à leur rotation de lanceurs partants, avec des succès mitigés. Inconstant, il termine la saison avec 13 gains, huit revers et une moyenne de points mérités de 3,51. Il effectue 29 départs et est utilisé en fin d'année en relève. C'est encore dans l'enclos des releveurs qu'il passe les séries éliminatoires. Il blanchit les Rays de Tampa Bay en 2 manches et deux tiers lancées en Séries de divisions 2011. En relève à C. J. Wilson, il remporte sa première victoire en matchs d'après-saison le 8 octobre lorsque les Rangers triomphent des Tigers de Détroit dans le premier match de la Série de championnat.
En 2012, il n'effectue qu'un départ mais est amené 57 fois en relève. En 66 manches lancées, il remet une bonne moyenne de points mérités de 3,27 avec 66 retraits sur des prises et deux victoires.
En 2013, il abaisse sa moyenne à 3,11. Il est plutôt utilisé comme lanceur partant cette fois, recevant la balle pour 18 départs et y ajoutant 5 sorties en relève. Il remporte 7 victoires contre 4 revers mais son taux de retraits sur des prises est à la baisse, avec 72 en 104 manches et un tiers de travail.
Inquiet du risque de blessures couru par leur lanceur, les Rangers décident après la saison 2014 de ne pas offrir de nouveau contrat à Ogando. De 2010 à 2014, Ogando a joué 183 matchs pour Texas, dont 48 comme lanceur partant. En 406 manches lancées au total, sa moyenne de points mérités se chiffre à 3,35 avec 28 victoires et 16 défaites. À sa dernière campagne en 2014, il est limité à 25 manches lancées au cours desquelles il accorde 19 points mérités pour une moyenne de 6,84.

### Red Sox de Boston
Le 30 janvier 2015, Ogando signe un contrat d'un an avec les Red Sox de Boston. Sa moyenne de points mérités s'élève à 3,99 en 65 manches et un tiers lancées lors de 64 apparitions en relève pour les Red Sox en 2015.

### Braves d'Atlanta
Ogando est invité au camp d'entraînement 2016 des Braves d'Atlanta.
Il lance 32 manches en 36 apparitions en relève pour les Braves en 2016 et sa moyenne de points mérités s'élève à 3,94.

### Corée du Sud
En 2017, Ogando est lanceur partant pour les Hanwha Eagles de l'Organisation coréenne de baseball.
Le 21 décembre 2017, il signe un contrat des ligues mineures avec les Indians de Cleveland de la Ligue majeure de baseball.